# Nowopoltawka (Berdjansk)
Nowopoltawka (ukrainisch und russisch Новополтавка) ist ein Dorf im Zentrum der ukrainischen Oblast Saporischschja mit etwa 1400 Einwohnern (2004).
Das 1862 gegründete Dorf liegt am Ufer der 21 km langen Kajinkulak (Каїнкулак), die zum Flusssystem der Molotschna gehört sowie an der Territorialstraße T–08–21. Es befindet sich 120 km südöstlich vom Oblastzentrum Saporischschja und 12 km nordöstlich vom ehemaligen Rajonzentrum Tschernihiwka.
Am 31. Oktober 2016 wurde das Dorf ein Teil der neugegründeten Siedlungsgemeinde Tschernihiwka, bis dahin bildete es zusammen mit dem Dorf Sorja (Зоря) die gleichnamige Landratsgemeinde Nowopoltawka (Новополтавська сільська рада/Nowopoltawska silska rada) im Norden des Rajons Tschernihiwka.
Seit dem 17. Juli 2020 ist sie ein Teil des Rajons Berdjansk.